# Бгім Сінґх (Амбер)
Бгім Сінґх (гінді भीम सिंह; д/н —22 липня 1537) — раджа Амбера у 1534—1537 роках.

## Життєпис
Походив з династії Качваха. Син Прітхві Сінґха I і Апурвадеві (доньки Лункарани Ратхор, рао Біканеру). Про молоді роки відомостей обмаль. 1534 року після загибелі у битві брата — раджи Пуран Мала (менш імовірними є відомості, що власне Бгім Сінґх повалив того), успадкував трон.
Зберігав союзні відносини з Великими Моголами, Меваром і Марваром, спільно з якими протистояв зазіханням гуджаратського султана Бахадур-шаха. Помер 1537 року. Йому спадкував старший син Ратан Сінґх.